# Grand Est
Grand Est (francosko: [ɡʁɑ̃t‿ɛst] (); renska francoščina  Groß Oschte; nemško Großer Osten) je upravna regija v severovzhodni Franciji. Pod začasnim imenom Alzacija-Šampanija-Ardeni-Lorena je 1. januarja 2016 nadomestila tri nekdanje upravne regije, Alzacija, Šampanija-Ardeni in Lorena; ACAL ali redkeje ALCA), kot posledica teritorialne reforme, ki jo je sprejel francoski parlament leta 2014.
Regija se nahaja ob treh vodnih bazenih (Sena, Meuse in Ren), ki obsegajo površino 57.433 km², in je peta največja v Franciji; vključuje dve gorski verigi (Vogez in Ardeni). Meji na Belgijo, Luksemburg, Nemčijo in Švico. Leta 2017 je imela 5.549.586 prebivalcev. Prefektura in največje mesto je Strasbourg.

### Stalno ime
V anketi, ki jo je v Šampanija-Ardeni novembra 2014 izvedel France 3, sta bili imeni Grand Est (29,16%) in Austrasie (22,65%) na prvem mestu med 25 kandidati z 4.701 glasovi. Ime Grand Est je bilo najvišje tudi v anketi, ki jo je izvedel L'Est Républicain naslednji mesec, kjer je prejel 42% od 3.324 glasov.

## Geografija
Grand Est obsega  57.433 km2 zemlje in je šesta največja francoska regija. Grand Est meji na štiri države – na Belgijo in Luksemburg na severu, na Nemčijo na vzhodu in severovzhodu ter na Švico na jugovzhodu. Je edina francoska regija, ki meji na več kot dve državi ali več držav kot je francoskih regij. Njene sosede znotraj Francije so Bourgogne-Franche-Comté na jugu, Île-de-France na zahodu in Hauts-de-France na severozahodu.

### Departmaji
Grand Est obsega deset departmajev: Ardeni, Aube, Bas-Rhin, Marne, Haute-Marne, Haut-Rhin, Meurthe-et-Moselle, Meuse, Moselle, Vosges.

### Topografija
Glavna gorovja v regiji vključujejo Vogeze na vzhodu in Ardene na severu.

### Hidrologija
Regija je na vzhodu omejena z Renom, ki tvori približno polovico meje z Nemčijo. Druge večje reke, ki tečejo skozi regijo so Meuse, Moselle, Marne in Saône.
Jezera v regiji sp med drugimi tudi lac de Gérardmer, lac de Longemer, lac de Retournemer, lac des Corbeaux, Lac de Bouzey, lac de Madine, étang du Stock in lac de Pierre-Percée.